# Solidago sphacelata
Solidago sphacelata là một loài thực vật có hoa trong họ Cúc. Loài này được Raf. miêu tả khoa học đầu tiên năm 1820.